# Povos indígenas da Bahia

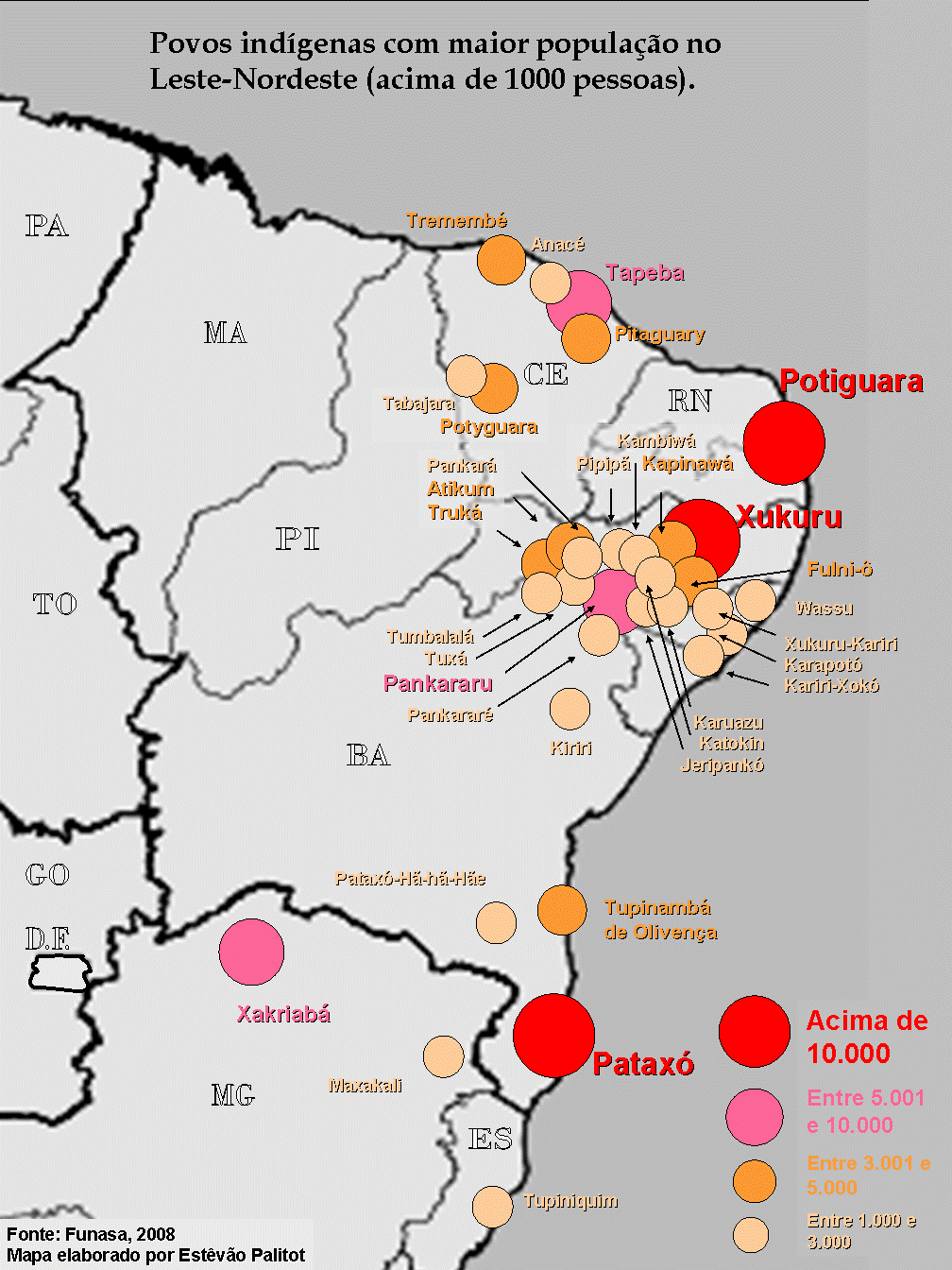
Etnias indígenas mais populosas no Leste-Nordeste.

As populações indígenas localizados na Bahia pertencem, em grande maioria, ao tronco linguístico macro-jê, dentre elas estão os grupos indígenas pataxós, pataxós-hã-hã-hãe, quiriris e os extintos camacãs. Grande parte dos índios vem perdendo o hábito do idioma materno, passando a falar a língua portuguesa. As tribos e aldeias indígenas estão bastante distribuídas pela Bahia em áreas/terras e reservas indígenas.
De acordo com o Censo de 2022 do IBGE, 229.103 pessoas se autodeclararam indígenas no estado, sendo esta a segunda maior população indígena do país. O município de Salvador é o quarto município brasileiro com a maior população indígena, 27.740 pessoas. 

## Etnias
De acordo com censo de 2010 há na Bahiaː
- 13.588 pataxós que vivem, principalmente, na costa do Atlântico-Sul, mas também no interior do estado;[3][4]
- 3.556 pataxós-hã-hã-hães vivendo no sudeste baiano nas Áreas Indígenas Fazenda Baiana e Caramuru/Paraguassu;[3][4]
- 3.079 quiriris (Kiriri) morando na Terra Indígena Kiriri, entre os municípios de Ribeira do Pombal e Banzaê, e na Área Indígena Barra à margem esquerda do São Francisco, no município de Muquém de São Francisco;[3][4]
- 1.828 tuxás vivendo nas margens do rio São Francisco no norte de Bahia, nas Áreas Indígenas Ibotirama (município de Ibotirama), Rodelas e Nova Rodelas (município de Rodelas), e também em Pernambuco;[3][4]
- 1.346 pancararés (Pankararé) que vivem nas Áreas Indígenas Brejo do Burgo e Pankararé, localizadas ao norte da Estação Ecológica do Raso da Catarina, no município de Glória;[3][4]
- 1.016 caimbés (Kaimbé) espalhados pela Área Indígena Massacará e pelas localidades de Muriti e Tocas, todas dentro do município de Euclides da Cunha; [3][4]
- 1.157 índios tumbalalás; entre os municípios de Abaré e Curaçá, às margens do Rio São Francisco;[3][4]
- 398 cantarurés (Kantaruré) habitando a Terra Indígena Kantaruré da Batida, no município de Glória;[3][4]
- 117 pancarus (Pankaru) que habitam a Reserva Indígena Vargem Alegre, localizada ao norte da Serra do Ramalho, no município de Bom Jesus da Lapa.[3][4]

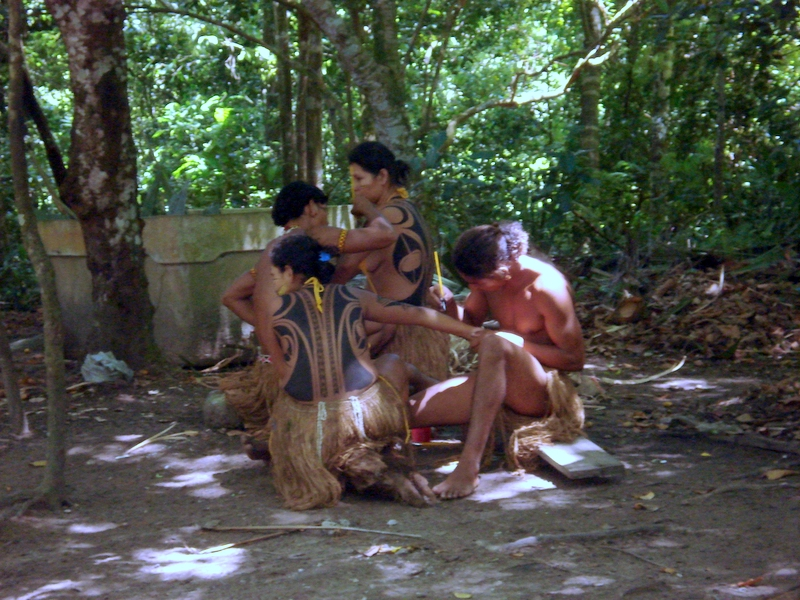
Índios pataxós na Bahia.

Há também a presença dos tupinambás (tamoios, tupinambás-de-belmonte, de-crateús e de-olivença), paiaiás (payayá), xucurus-caririss, geréns, trucás (truká ou tur-ká), aticuns-umãs (aticum ou atikim-umã), etc. O território baiano foi habitado ainda pelos sapuiás, camacãs, entre outros.
No sul da Bahia está localizada a Aldeia da Pedra Branca, à qual pertencia o índio Galdino, que foi queimado vivo por jovens de classe média-alta num ponto de ônibus de Brasília, em 1997.

## População
Os municípios com maior população indígena no Censo de 2022 foramː
| Município           | População indígena (2022) | Proporção na população total (%) | Terra Indígena                                      |
| ------------------- | ------------------------- | -------------------------------- | --------------------------------------------------- |
| Salvador            | 27.740                    | 1,15                             | -                                                   |
| Porto Seguro        | 17.771                    | 10,58                            | Aldeia Velha, Barra Velha, Coroa Vermelha, Imbiriba |
| Ilhéus              | 12.974                    | 7,26                             | Tupinambá de Olivença                               |
| Santa Cruz Cabrália | 7.103                     | 24,34                            | Coroa Vermelha, Mata Medonha                        |
| Eunápolis           | 6.785                     | 5,97                             |                                                     |
| Feira de Santana    | 6.621                     | 1,08                             |                                                     |
| Prado               | 6.086                     | 17,39                            | Águas Belas, Brejo do Burgo                         |
| Paulo Afonso        | 5.007                     | 4,44                             | Brejo do Burgo, Pankararé                           |
| Lauro de Freitas    | 1.819                     | 2,38                             |                                                     |
| Camaçari            | 4.835                     | 1,61                             |                                                     |
| Juazeiro            | 3.669                     | 1,56                             |                                                     |
| Abaré               | 3.241                     | 18,37                            |                                                     |
| Pau Brasil          | 3.236                     | 34,54                            | Caramuru / Paraguassu                               |

Os municípios com maior proporção de indígenas em relação à população total no Censo de 2022 foramː
| Município           | Proporção na população total (%) | População indígena (2022) | Terra Indígena                     |
| ------------------- | -------------------------------- | ------------------------- | ---------------------------------- |
| Pau Brasil          | 34,54                            | 3.236                     |                                    |
| Banzaé              | 25,51                            | 3.050                     | Fazenda Sítio, Kiriri              |
| Rodelas             | 24,80                            | 2.556                     | Pankararé                          |
| Santa Cruz Cabrália | 24,34                            | 7.103                     |                                    |
| Itaju do Colônia    | 22,46                            | 1.356                     | Caramuru / Paraguassu              |
| Glória              | 17,94                            | 2.785                     | Brejo do Burgo, Kantaruré, Quixabá |
| Prado               | 17,39                            | 6.086                     |                                    |
| Porto Seguro        | 10,58                            | 17.771                    |                                    |
| Camacan             | 10,21                            | 2.305                     | Caramuru / Paraguassu              |

## Línguas
A maior parte dos indígenas baianos perdeu o hábito do idioma materno, passando a falar a língua portuguesa. No Censo de 2010, foi registrado o seguinte número de falantes de línguas indígenasː
| Língua            | Tronco linguístico | Total de falantes (2010) |
| ----------------- | ------------------ | ------------------------ |
| Pataxó            | Macro-jê           | 772                      |
| Pataxó-hã-hã-hães | Macro-jê           | 58                       |
| Kiriri (kipea)    | Macro-jê           | 56                       |
| Kaimbé            | Língua isolada     | 1                        |

## Terras indígenas

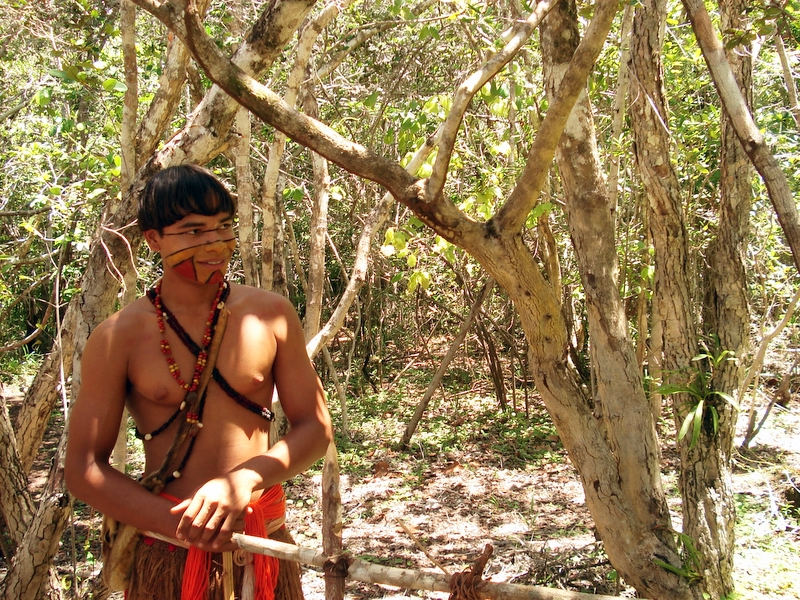
Indígena pataxó

São Terras Indígenas regularizadas no estado da Bahiaː
- Águas Belasː etnia pataxó, em Prado
- Barraː etnias atikum e kiriri, em Muquém do São Francisco
- Barra Velhaː etnia pataxó, em Porto Seguro
- Brejo do Burgoː etnia pankararé, em Glória, Paulo Afonso e Rodelas
- Caramuru/Paraguassuː etnia pataxó-hã-hã-hãe, em Camacan, Itaju do Colônia e Pau Brasil
- Coroa Vermelhaː etnia pataxó, em Porto Seguro e Santa Cruz Cabrália
- Fazenda Bahianaː etnia pataxó, em Camamu
- Fazenda Sítioː etnia tuxá, em Quijingue
- Imbiribaː etnia pataxó, em Porto Seguro
- Kantaruréː etnia kantaruré, em Glória
- Kiririː etnia kiriri, em Glória
- Massacaráː etnia Kaimbé, em Euclides da Cunha
- Mata Medonhaː etnia pataxó, em Santa Cruz Cabrália
- Pankararéː etnia pankararé, em Glória, Paulo Afonso e Rodelas

São Reservas Indígenasː
- Coroa Vermelha - Gleba Cː etnia pataxó, em Porto Seguro
- Fazenda Jenipapeiroː etnia atikum, em Santa Rita de Cássia
- Fazenda Sempre Verdeː etnia pankaru, em Muquém de São Francisco
- Quixabáː etnia xucuru-kariri, em Glória
- Tuxá de Ibotiramaː etnia tuxá, em Ibotirama
- Vargem Alegreː etnia pankaru, em Serra do Ramalho

Encontram-se na fase delimitada as Terras Indígenasː Tumbalalá (etnia tumbalalá), Tupinambá de Belmonte (etnia tupinambá), Tupinambá de Olivença (etnia tupinambá) e Comexatibá (etnia pataxó).
A maioria dos indígenas na Bahia, no entanto, vive fora das terras oficialmente delimitadas: 92,49%. Foram mapeadas 134 localidades indígenas em 39 municípios, de um total de 417 cidades. 

## Conflitos

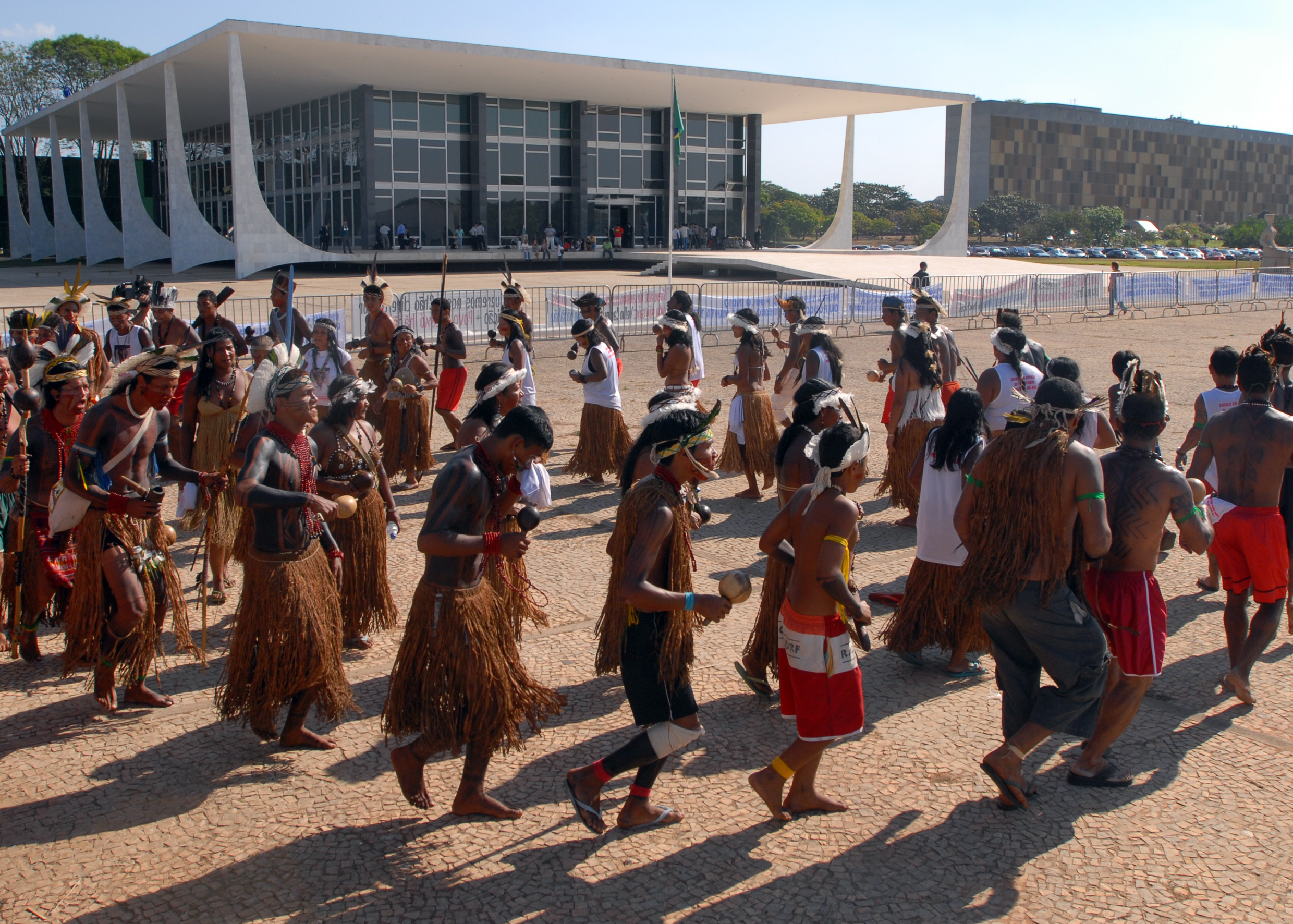
Indígenas pataxós-hã-hã-hãe à espera da decisão judicial sobre disputa de terras em 2008

Em 2022, a Bahia foi o segundo estado com mais casos de violência contra povos e comunidades tradicionais. Seis cidades registraram mais da metade dos eventos: Porto Seguro, Salvador, Banzaê, Pau Brasil, Ilhéus e Itaju do Colônia, com 52,2% dos casos.
No extremo-sul baiano, a resistência do povo pataxó contra as ocupações de suas terras tem provocado retaliação por parte dos fazendeiros e empresários, que contratam pistoleiros e milícias privadas para atacar os indígenas.